# Кріоглобулінемія
Кріоглобулінемі́я (англ. cryoglobulinemia) — патофізіологічний стан, при якому кров містить велику кількість патологічних, чутливих до холоду антитіл, які називаються кріоглобулінами — білками (здебільшого це самі імуноглобуліни). Вони стають нерозчинними при зниженні температури. Зазвичай кріоглобуліни випадають в осад (злипаються) при температурах, нижчих за звичайну температуру тіла — 37 градусів за Цельсієм — і знову розчиняються, якщо кров нагріти. Утворений кріоглобуліноаглютинат може закупорити кровоносні судини та зрештою спричинити гангрену пальців ніг і рук.
Кріоглобулінемія — системне імунопатологічне 
захворювання невстановленої етіології (10–12 %), 
пов’язане з наявністю у крові аномальних термолабільних білків, які утворюються в разі зниження температури. При кріофібриногенемії шкірні ураження відрізняються від перніозу пурпурою або некрозом шкіри в 
акральних ділянках. Клінічна картина хвороби холодових аглютинінів варіабельна та неспецифічна. У значної частини пацієнтів спостерігаються спричинені холодом симптоми порушення кровообігу, які можуть 
варіювати від легкого акроціанозу до інвалідизуючого 
феномену Рейно.
Кріофібриногенемія є надзвичай-
ною причиною шкірних виразок, що не загоюються. 
Це оклюзійне ураження дрібних судин виникає внаслідок преципітації кріофібриногенів у плазмі. 
Кріоглобулінемія є унікальною моделлю захворювання людини з кількох причин:
1. кріоглобуліни виявляються за допомогою простого технічного підходу, який базується на лабораторному спостереженні in vitro за холодними осадами в сироватці крові;
2. кріоглобулінемічні пошкодження органів можуть бути спричиненими двома різними етіопатогенетичними механізмами (накопичення кріоглобулінів і аутоімунне опосередковане васкулітне пошкодження);
3. кріоглобулінемія пов'язана з широким діапазоном етіології, симптомів і наслідків, вважається захворюванням, яке поєднує в собі елементи аутоімунних і лімфопроліферативних захворювань.

Внаслідок наявності кріоглобулінемії може виникнути васкуліт, який характеризується відкладенням субстрату, який містить кріоглобуліни (моно- або поліклональні імуноглобуліни класу M, скеровані проти IgG, які випадають в осад при низькій температурі) у дрібних судинах (в основному в капілярах, венулах або артеріолах) і їхньою наявністю в крові. Розрізняють ідіопатичний васкуліт, асоційований із кріоглобулінемією, коли його етіологія є невідомою, а також васкуліт, асоційований із встановленою етіологією. За наявності у хворих гепатиту C 30-98 % пацієнтів мають кріоглобуліни, особливо II типу; у близько 80 % випадків лімфопроліферативних або аутоімунних захворювань є кріоглобуліни.
Інфекційні хвороби, пов'язані з кріоглобулінемією:
- Вірусні — гепатити А, В і С; ВІЛ-інфекція; інфекція, яку спричинює вірус Епштейна — Барр; цитомегаловірусна інфекція; аденовірусна інфекція; чікунгунья; коронавірусна хвороба 2019.
- Бактеріальні — ендокардит, стрептококові інфекції, сифіліс, хвороба Лайма, проказа, Ку-гарячка, бруцельоз.
- Грибкові — кокцидіоідомікоз.
- Паразитарні — малярія, токсоплазмоз та інші.

Інші розлади, пов'язані з кріоглобулінемією:
- Аутоімунні захворювання — системний червоний вовчак, ревматоїдний артрит, синдром Шегрена.
- Васкуліт — вузликовий поліартеріїт (особливо асоційований з гепатитом B), пурпура Шенлейна—Геноха.
- Лімфопроліферативні захворювання — макроглобулінемія Вальденстрема, множинна мієлома, лімфома, лейкоз (наприклад, хронічний лімфолейкоз, волосатоклітинний лейкоз).

Можлива кріоглобулінемія при низькому рівні кріоглобулінів за відсутності будь-яких симптомів. У здорових людей може розвинутися транзиторна безсимптомна кріоглобулінемія після деяких інфекційних хвороб.
Поширеність есенціальної змішаної кріоглобулінемії становить приблизно 1:100 000.

## Класифікація
Кріоглобулінемію можна класифікувати на основі складу кріоглобулінів за класифікацією Бруе, яка виглядає так:
- Кріоглобулінемія I типу або проста кріоглобулінемія є результатом моноклонального імуноглобуліну, зазвичай імуноглобуліну М (IgM) або, рідше, імуноглобуліну G (IgG), імуноглобуліну А (IgA) або легких ланцюгів.
- Типи II і III кріоглобулінемії (змішана кріоглобулінемія) містять ревматоїдні фактори, якими зазвичай є IgM і, рідко, IgG або IgA. Ці фактори утворюють комплекси з частиною фрагмента, який кристалізується, поліклонального IgG. Фактично ревматоїдний фактор може бути моноклональним (при кріоглобулінемії II типу) або поліклональним (при кріоглобулінемії III типу) імуноглобуліном. Типи II і III кріоглобулінемії становлять 80 % усіх випадків її.

Кріоглобулінемія також може бути класифікована на основі асоціації її з основним захворюванням. Кріоглобулінемія без супутнього захворювання відома як есенціальна або ідіопатична кріоглобулінемія. Проте виявлення тісного зв'язку між вірусом гепатиту С і змішаною кріоглобулінемією поставило під сумнів існування есенціальної / ідіопатичної кріоглобулінемії. Кріоглобулінемія, пов'язана з певним захворюванням (лімфопроліферативний розлад, аутоімунне захворювання, інфекційне захворювання), відома як вторинна кріоглобулінемія.

## Патогенез
Механізми кріопреципітації недостатньо вивчені, але деякі фактори були досліджені. Було виявлено, що розчинність кріоглобулінів частково пов'язана зі структурою складових важкого та легкого ланцюгів імуноглобулінів. Зміна конформації білка зі змінами температури також призводить до зниження розчинності та подальшого васкуліту. Співвідношення антитіла до антигену в циркулюючих агрегатах кріоглобуліну або імунних комплексах впливає на швидкість виведення з кровообігу та швидкість і місце відкладення в тканинах.
Вважається, що деякі наслідки кріоглобулінемії пов'язані із захворюванням імунного комплексу (наприклад, гломерулонефрит, хронічний васкуліт), але не всі люди з кріоглобулінемією мають ці прояви. Вони можуть мати внутрішньосудинні відкладення кріоглобуліну, знижений рівень комплементу та фрагментів комплементу (C3a, C5a), які діють як хемотаксичні медіатори запалення. Однак патофізіологічний процес цього захворювання не був повністю прояснений.
Інші наслідки безпосередньо пов'язані з кріопреципітацією in vivo, включаючи закупорку та тромбоз дрібних артерій і капілярів кінцівок (гангрена) і клубочків (гостре ураження нирок). Циркулюючі кріопротеїнові комплекси великої молекулярної маси, навіть якщо вони не осаджені in vivo, можуть призвести до клінічного синдрому гіперв'язкості.
Кріоглобуліни I типу зазвичай являють собою моноклональні IgM і, рідше, IgG, IgA або легкі ланцюги. Кріоглобуліни I типу рідко мають активність ревматоїдного фактора і не активують комплемент in vitro. Цей розлад, як правило, пов'язаний з основним лімфопроліферативним захворюванням і, як такий, може бути клінічно невідрізнимим від макроглобулінемії Вальденстрема, множинної мієломи або хронічного лімфолейкозу.
Кріоглобулінемія типу I може призвести до гіперв'язкості через високий рівень циркулюючого моноклонального кріоглобуліну, що призводить до фізичної обструкції судин. Концентрації можуть досягати 8 г/л. Крім того, необструктивне пошкодження може бути опосередковане відкладенням імунних комплексів і подальшим запальним васкулітом.
Типи II і III, також відомі як змішані кріоглобулінемії, пов'язані з хронічними запальними станами, такими як системний червоний вовчак, синдром Шегрена та вірусні інфекції (зокрема, ВГС). При цих розладах фракція IgG завжди поліклональна з моноклональними (тип II) або поліклональними (тип III) IgM (рідше IgA або IgG) зі здатністю зв'язувати IgG. Клональна експансія B-клітин, зокрема клітин, що секретують RF, є відмінною рисою багатьох із цих хворобливих станів.

## Клінічні прояви кріоглобулінемії та васкуліту

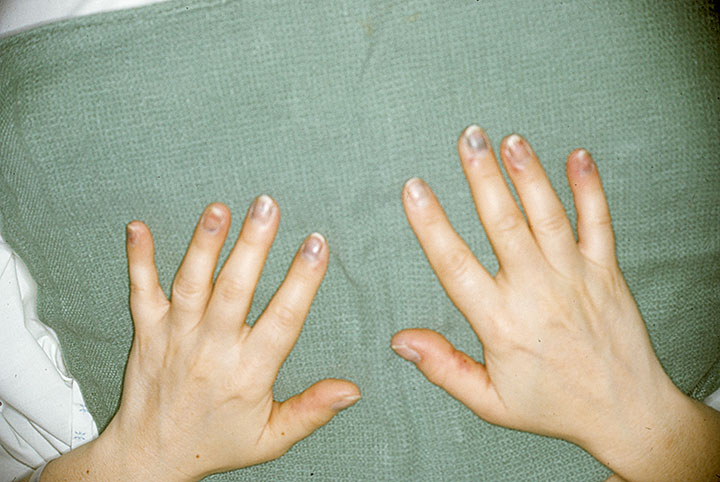
Прояви кріоглобулінемії на кистях рук

Специфічні клінічні прояви, пов'язані з кріоглобулінемією типу І, формуються через гіперв'язкість і тромбоз, як і слід було очікувати, враховуючи звичайні високі концентрації імуноглобулінів і обмежений вплив на функцію комплементу. Ці прояви включають:
- Акроціаноз.
- Крововилив у сітківку ока.
- Тяжкий феномен Рейно з виразкою пальців.
- Сітчасте ліведо — вазомоторне порушення, яке виникає на шкірі й характеризується постійним, нерівномірним, дифузним спазмом артеріол з розширенням переповнених дезоксигенованою венозною кров'ю венул, яке утворює синю або синьо-рожеву мозаїку на шкірі.
- Пурпуру.
- Артеріальний тромбоз.

Специфічні клінічні прояви кріоглобулінемії II і III типів включають:
- Ураження суглобів (як правило, артралгії в проксимальних міжфалангових, п'ястно-фалангових суглобах, колінах і щиколотках.
- Втому.
- Міалгії.
- Імунокомплексне захворювання нирок.
- Шкірний васкуліт.
- Периферичну нейропатію (особливо за наявності гепатиту C), ураження черепно-мозкових нервів, васкуліт ЦНС.
- Рідше лімфаденопатію, гепато- та спленомегалію, шлунково-кишкові розлади.

При вторинній формі кріоглобулінемії бувають прояви основної хвороби.
Часто перебігає із загостреннями, які тривають 1–2 тижні, після яких виникає ремісія. Вона триває декілька днів, іноді кілька місяців. З часом формується ниркова недостатність. Вона погіршує прогноз. Найчастішою причиною смерті є поява інфекційних ускладнень.

## Діагностика
Клінічний аналіз крові: лейкоцитоз може бути проявом супутньої інфекційної хвороби або лейкемії. Може бути анемія.
Діагностика здійснюється на основі клінічних симптомів та підтвердження наявності кріоглобулінів у крові. Виявляється значне зниження концентрації С4 (у 90 %) і гемолітичного комплексу (СН50) системи комплемента, наявність ревмофактору (у >70 %). При гістологічному дослідженні біоптату шкіри виявляються ознаки лейкокластичного васкуліту, а в біоптаті нирки — мембранозно-проліферативний гломерулонефрит.
Рентгенографія грудної клітки проводиться у пацієнтів з легеневими проявами. Це може виявити ураження інтерстицію або плевральний випіт. КТ-візуалізація проводиться за серйозної підозри на наявність злоякісного основного процесу. Якщо є підозра на підгострий бактеріальний ендокардит слід провести трансезофагеальну (черезстравохідну) ехокардіографію. Ангіографія проводиться для оцінки ступеню васкуліту.
Біопсія тканини може знадобитися, коли обстежуються пацієнти з васкулітом, захворюванням нирок або тим та іншим.
Електроміографія та дослідження нервової провідності можуть бути використані для підтвердження нейропатії, якщо анамнез або дані фізичного обстеження є непевними. 
Подальші діагностичні процедури (наприклад, біопсія кісткового мозку, печінки або нирок) зазвичай залежать від наявного супутнього захворювання, особливо вірусного гепатиту С.

## Лікування
Лікування кріоглобулінемії залежить від типу захворювання та має підбиратися відповідно до клінічної тяжкості, основних захворювань і попередньої терапії. Метою є лікування основних станів, а також обмеження викиду кріоглобуліну, який осаджується, і пов’язаних із цим запальних ефектів.
Якщо причина зрозуміла, то слід лікувати основну хворобу, часто використовуючи імуносупресивні препарати (як от азатіоприн чи циклофосфамід). 
Загальною метою терапії є лікування будь-якого основного захворювання та загальне пригнічення імунної відповіді. М’які протизапальні препарати ефективні в легких випадках, а терапія кортикостероїдами призначена для більш тяжких або рефрактерних випадків. Пацієнти, які потребують потужної імуносупресії або іншої більш агресивної терапії тяжкого захворювання, повинні лікуватися у спеціаліста. 
Циклофосфамід можна застосовувати як стероїдозберігаючий засіб або призначати одночасно у тяжких випадках васкуліту, особливо у пацієнтів із захворюванням нирок. Азатіоприн зазвичай використовується як засіб, що зберігає стероїди, а хлорамбуцил також використовується при тяжких васкулітах.
Безсимптомна кріоглобулінемія не потребує лікування. Рекомендується втручатися якомога менше, за винятком випадків серйозного погіршення ниркової або неврологічної функції, тобто зміни безсимптомного перебігу на симптомний.
Амбулаторне лікування є доцільним у пацієнтів із підозрою на легкий васкуліт, який, як очікується, відповість на амбулаторну пероральну імуносупресивну терапію, або у пацієнтів, які лікуються з приводу нечітких симптомів артралгії, втоми або нездужання без ознак активного васкуліту. У них можливе використання нестероїдних протизапальних препаратів. Препарати з цієї групи, такі як ібупрофен, напроксен та індометацин, мають знеболювальну, протизапальну та жарознижувальну дію. Механізм їх дії достеменно невідомий, але вони можуть пригнічувати активність циклооксигенази та синтез простагландинів; можуть мати додаткові механізми, такі як інгібування синтезу лейкотрієну, вивільнення лізосомальних ферментів, зменшення активності ліпоксигенази, агрегацію нейтрофілів і різні функції клітинної мембрани. Вони використовуються для зменшення запальної реакції у вигляді преципітації кріоглобуліну.
Пацієнтів, які відповідають критеріям для госпіталізації, слід направити до закладу, здатного прийняти тих хворих, яким потрібна можлива консультація ревматолога, гематолога, гастроентеролога / гепатолога або нефролога. Госпіталізація пацієнта в стаціонар при виявленні активного васкуліту з ураженням нирок, серцево-легеневої або неврологічної систем, що вимагає застосування агресивної імуносупресивної терапії. Проводиться терапія кортикостероїдами принаймні на початку лікування у пацієнтів із серйознішими проявами, такими як васкуліт, неврологічні ознаки, тяжкі шкірні ускладнення або ураження нирок, або у тих, хто іншим чином відповідає критеріям для стаціонарного лікування. Пацієнти, у яких розвивається ураження органів внаслідок активного васкуліту, можуть потребувати лікування в умовах відділення інтенсивної терапії.
Плазмаферез показаний при тяжких або небезпечних для життя ускладненнях, пов’язаних з кріопреципітацією in vivo або підвищеною в’язкістю сироватки. Для зниження вироблення імуноглобуліну рекомендується одночасне застосування з плазмаферезом високих доз кортикостероїдів і цитотоксичних засобів. Деякі автори рекомендують використовувати супутні цитотоксичні препарати або кортикостероїди для того, щоб зменшити феномен відскоку, який може розвинутися після плазмаферезу.
Лїікування противірусними препаратами прямої дії  (як от боцепревір, даклатасвір, 
дасабувір, ледіпасвір тощо) у пацієнтів зі змішаною кріоглобулінемією, пов’язаною з вірусним гепатитом С, призводить до чітких показників стійкої вірусологічної відповіді з відмінною безпекою та переносимістю при цьому гепатиті, є єфективним для лікування самої кріоглобулінемії. Однак за наявності тяжкого васкуліту потрібне застосування плазмаферезу. Щодо лікування хронічної хвороби нирок на тлі ВГC, то рекомендується лікування пацієнтів із тяжкою кріоглобулінемією із застосуванням імуносупресивних препаратів (зазвичай ритуксимаб як препарат першого ряду) з або без плазмаферезу. Терапія ритуксимабом використовується переважно при змішаній кріоглобулінемії, пов’язаній з гепатитом С, рефрактерної або непридатної для кортикостероїдної та противірусної терапії препаратами непрямої дії. У пацієнтів із рецидивуючим змішаним кріоглобулінемічним васкулітом низькі дози ритуксимабу виявилися ефективними, безпечними та економічно вигідними для тривалого лікування.
Інші потенційні засоби лікування рефрактерного кріоглобулінемічного васкуліту включають мофетил мікофенолату та белімумаб. Інгібітори фактора некрозу пухлин не ефективні як от етанерцепт чи інфліксімаб.
У 2023 році Італійська дослідницька група кріоглобулінемії (GISC) опублікувала узгоджені рекомендації щодо лікування змішаної кріоглобулінемії, які містять ключові рекомендації:
- Загалом ритуксимаб ефективний у лікуванні тяжких, але не загрозливих для життя клінічних проявів кріоглобулінемічного васкуліту.
- Ритуксимаб ефективний у лікуванні гломерулонефриту, периферичної нейропатії та виразок шкіри, пов’язаних із кріоглобулінемічним васкулітом.
- Ритуксимаб ефективний у лікуванні менш тяжких проявів (пурпура, артралгія, втома) кріоглобулінемічного васкуліту.
- Ритуксимаб може бути ефективним у лікуванні як інфекційного, так і неінфекційного кріоглобулінемічного васкуліту.
- Ефективним є повторне лікування тяжких, але не загрозливих для життя клінічних проявів кріоглобулінемічного васкуліту клінічного рецидиву після першого циклу ритуксимабу.
- Ритуксимаб слід застосовувати з обережністю пацієнтам з латентною інфекцією вірусом гепатиту B; Необхідно проводити адекватну профілактичну терапію щодо інфекції ним або моніторинг ДНК вірусу гепатиту B або HBsAg
- Ритуксимаб зазвичай не має підвищеного ризику серйозних побічних ефектів порівняно з іншими імунодепресантами або глюкокортикоїдами у високих дозах.
- Застосування ритуксимабу окремо не пов’язане з підвищеним ризиком реактивації гепатиту С, навіть якщо наявне тимчасове підвищення вірусного навантаження.
- Ризик тяжких інфузійних реакцій під час застосування ритуксимабу дуже низький.
- Ритуксимаб ефективний і безпечний для використання в комбінації з противірусними препаратами в деяких випадках кріоглобулінемічного васкуліту.
- Ритуксимаб ефективний у пацієнтів із кріоглобулінемічним васкулітом, пов’язаним з гепатитом С, який перебігає торідно та тяжко.
- Низькі дози ритуксимабу (250 мг/м2 щотижня протягом 2 тижнів) однаково ефективні, як і високі дози (375 мг/м2 щотижня протягом 4 тижнів або 1 г з інтервалом у 2 тижні) у окремих випадках кріоглобулінемічного васкуліту.
- Підтримуюче лікування ритуксимабом необхідне при тяжкому або небезпечному для життя кріоглобулінемічному васкуліті.